# پاکیس تاکیس
پاکیس تاکیس (نام علمی: Pachystachys) نام یک سرده از خانواده پاخرسیان است.